# Neopibanga brescoviti
Neopibanga brescoviti là một loài bọ cánh cứng trong họ Cerambycidae.